# انژو (کمون)
انژو (به فرانسوی: Angeot) یک کمون در فرانسه است که در canton of Fontaine واقع شده‌است. انژو ۶٫۵۶ کیلومتر مربع مساحت دارد.